# Inopeplus uenoi uenoi
Inopeplus uenoi uenoi es una subespecie de coleóptero de la familia Salpingidae.

## Distribución geográfica
Habita en Japón.